# .example
.example este un domeniu DNS invalid. Este folosit de obicei ca exemplu pentru un gTLD real.